# Andesit

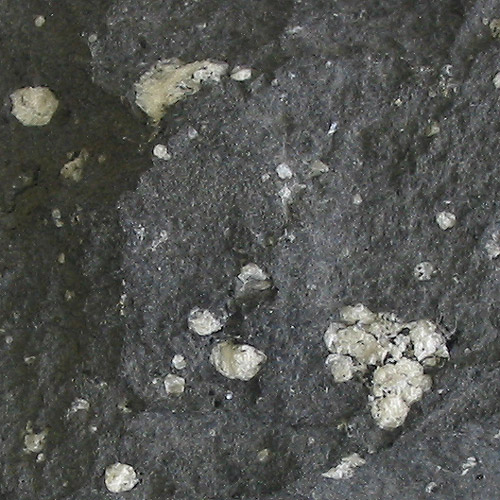
Andesit mit sekundär entstandenen Hohlraumfüllungen aus Zeolith

Andesite im Streckeisendiagramm

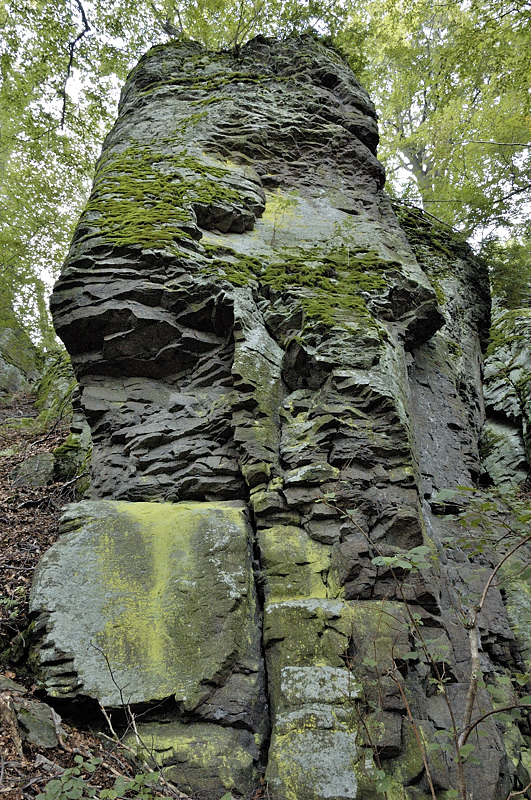
Andesitsäule, Vogelgebirge

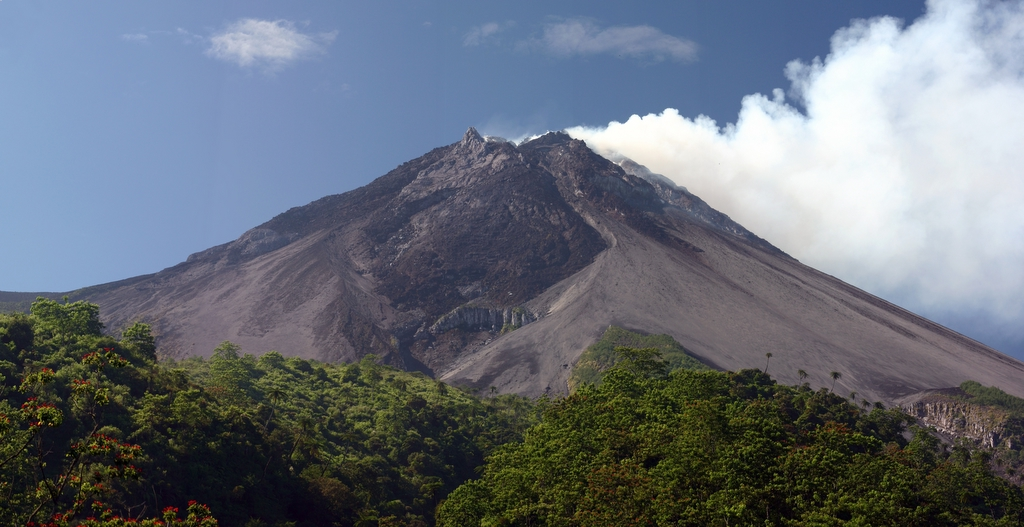
Andesitvulkan Merapi, Indonesien

Andesit (auch: Islandit) ist ein vulkanisches Gestein mit mittlerem SiO2-Gehalt (intermediärer Vulkanit). Sein plutonisches Pendant ist der Diorit.

## Etymologie und Geschichte
Bei seinen Untersuchungen an süditalienischen Vulkanen identifizierte Leopold von Buch das Mineral Albit in Gesteinen, bei denen er eine Ähnlichkeit mit den Trachyten vermutete. Aus seinen diesbezüglichen Untersuchungen schloss er auf eine neue Gesteinsart. Unter Berücksichtigung von Gesteinsproben, die Gustav Rose auf den Liparischen Inseln gesammelt hatte, und von Ergebnissen über Vulkane aus den Humboldtschen Reisen in Südamerika sowie weiterer Beobachtungen von Franz Julius Ferdinand Meyen und Eduard Friedrich Poeppig auf diesem Kontinent schloss Buch 1835 in seinem Bericht vor der Königlichen Akademie in Berlin auf eine vergleichbare Zusammensetzung. Wegen der von ihm daraufhin vermuteten großen Verbreitung in den Anden prägte er den Begriff Andesit.
Alexander von Humboldt lehnte jedoch seine Einschätzung bzw. diesen Vorschlag ab. Erst Justus Roth brachte 1861 den Namen wieder in die Gesteinsnomenklatur ein. Das Gestein wurde von Friedrich Johann Karl Becke im Jahre 1900 auf der Grundlage modernerer mineralogischer Gesichtspunkte als Ergussäquivalent des Diorits neu definiert. Hierzu führt Walter Ehrenreich Tröger als Typlokalität bei La Hoyada (Provinz Catamarca) in den argentinischen Anden an.
Der Berufsverband Deutscher Geowissenschaftler wählte Andesit zum Gestein des Jahres 2020.

## Entstehung und Umwandlungen
Andesit ist ein vulkanisches Gestein („Ergussgestein“), das insbesondere in Subduktionszonen und in den vulkanischen Zonen der ozeanischen Rücken (beispielsweise auf Island) auftritt. Andesite sind, neben ihren Begleitgesteinen, den Daciten, Rhyolithen und Kalkalkali-Basalten, die typischen Gesteine der Inselbögen und Orogene. Sie treten in Form von Lavaströmen, Lavadomen, als Bestandteil von pyroklastischen Ablagerungen und vulkanischen Brekzien sowie als Gänge und Lagergänge in Erscheinung.
Das Gestein tritt bei Temperaturen von etwa 950 bis 1.000 Grad Celsius als Lava aus.
Durch hydrothermale Lösungen können Andesite in ihrem Mineralbestand stark alteriert werden. Dabei entstehen auf dem Wege einer Metasomatose mehrere neue Minerale im Ausgangsgestein. Diese Folgeprodukte werden als Propylite bezeichnet. Der Vorgang der Propylitisierung ist nicht allein auf Andesite beschränkt.

## Mineralbestand
Andesite bestehen aus 0 bis 20 Prozent Quarz und aus Plagioklas-Feldspat, Pyroxen, Amphibol und Biotit. Fehlt Quarz, so führen Andesite Foide und werden als Foidführende Andesite bestimmt. Es gibt auch Granat- und Cordierit-führende Andesite; sie werden Granat-führende und Cordierit-führende Andesite genannt. Kommt Hornblende vor, werden sie als Hornblende-Andesit bezeichnet. Beim Vorhandensein von Olivin ist der Andesit nicht quarzführend (Olivin wird nur bei einer Silikatuntersättigung gebildet); stehen Andesite den Basalten nahe, besitzen diese jedoch meist weder Amphibol noch Biotit und der Anteil von Plagioklas ist gering. Andesite haben meist eine braunviolette bis graue Farbe und oft ein porphyrisches Gefüge. Porphyrische Andesite prä-permischen Alters werden mit anderen „alten“ intermediären Vulkaniten auch unter dem Sammelbegriff Porphyrit zusammengefasst.

## Vorkommen und Verwendung
Das Synonym Islandit wurde vom britischen Geologen Ian S.E. Carmichael eingeführt, der den tertiären Vulkan Thingmuli (Þingmúli) in Ostisland um 1960 untersuchte. Dabei fand er eine ihm bislang unbekannte Gesteinsart, bei der im Gegensatz zu Gesteinen vom Festland die Eisenkonzentration mit steigendem Silikatanteil ebenfalls stieg. Er nannte diese Gesteinsart Islandit. Heute ist sie als Andesit bekannt. Islandit enthält häufig porphyrische Einsprenglinge (Zeolithe, Leucit etc.). Gegenwärtig eruptiert in Island vor allem der Vulkan Hekla Andesit.
In Europa befinden sich Vorkommen von Andesit in Griechenland in Krokees bei Sparta auf dem Peloponnes, in Italien bei Predazzo im Bozener Raum und in den Euganeischen Hügeln, in Ungarn bei Szentendre, in Finnland bei Rovaniemi, in Spanien in den Pyrenäen in der Nähe des Ortes El Pont de Suert und in Deutschland in der Halleschen Mulde, im Flechtinger Höhenzug und im Raum von Saar und Nahe. In Ungarn existieren zahlreiche Abbaustellen, die hauptsächlich Straßenbauzuschlagstoffe und andere Brecherprodukte herstellen. Meist werden die Vorkommen für Schotter und Splitt verwendet und nur wenige Sorten gelangen als Naturwerkstein in den Handel.

## Natursteinsorten
- Porfido Verde Antico, Krokees bei Sparta auf dem Peloponnes in Griechenland
- Augit-Andesit (früher Augit-Porphyr genannt), bei Predazzo in Italien

## Kulturgeographische Bedeutung der Andesitlinie Ozeaniens
Die Einteilung in die drei Gebiete Ozeaniens: Polynesien, Melanesien und Mikronesien stammt von Dumont d’Urville, einem der letzten großen Entdecker, der die Welt zwischen 1822 und 1840 dreimal umsegelte. Sie ist vor allem sprachlich-kulturell orientiert. Die Einwohner Mikronesiens und der westlichen Bereiche Polynesiens haben eine relativ helle, die Melanesiens eine sehr dunkle bis schwarze Haut.
Ausschlaggebend für die Einteilung ist außerdem die so genannte Andesitlinie (auch Andesitgrenze). Sie bezeichnet nicht nur eine geologisch markante Grenze, sondern ist auch für die unterschiedliche kulturelle Entwicklung bis hin zur sozialen Struktur, zur Religion und zur Kultur von entscheidender Bedeutung gewesen, auch als Zeichen dafür, wie tief und direkt sogar geologische Voraussetzungen in die Geschichte der Völker hinein gewirkt haben (nicht nur durch den spektakulären Vulkanismus oder Erdbeben, sondern durch die Präsenz oder das Fehlen eines einzigen, noch dazu keineswegs direkt als Rohstoff verwendeten Gesteins).

Pazifischer Feuerring

Der Begriff Andesitline entstand, bevor man die Geologie der Plattentektonik verstand. Erstmals verwendet wurde er 1912 durch den neuseeländischen Geologen Patrick Marshall, um die eindeutige strukturelle und vulkanologische Grenze zu bezeichnen, die sich vom Osten Neuseelands zu den Fidschi-Inseln bis nördlich der Neuen Hebriden und der Salomonen erstreckt.
Die Linie ist nach dem Gestein Andesit benannt. Es kommt als vulkanisches Gestein in vielen Vulkangebieten vor (in Deutschland zum Beispiel in der Vulkaneifel), insbesondere am vulkanischen Rand (Pazifischer Feuerring) der großen pazifischen Bassins, dessen Verlauf sie in etwa folgt, und es sorgt in deren Umgebung für fruchtbare Böden, so dass die Bauern den fast stets vorhandenen Vulkanismus in Kauf nehmen.
Die Linie folgt der Westkante der Inseln vor Kalifornien und passiert den Aleutenbogen südlich entlang der Ostkante der Halbinsel Kamtschatka, verläuft weiter entlang den Kurilen, Japan, den Marianen, Salomonen und stößt auf die Nordinsel Neuseelands. Auf der anderen Seite des Pazifiks verläuft die Linie nordöstlich entlang der Westkante der südamerikanischen Anden in Richtung Mexiko und von dort wieder zu den Inseln vor Kalifornien. Indonesien, die Philippinen, Japan, Neuguinea und Neuseeland – sie alle sind östliche Ausläufer der Kontinentalplatten von Australien und Asien – liegen außerhalb der Andesitlinie.
Diese geologische Bruchlinie trennt im Pazifik zwei Großbereiche voneinander. Im Bereich östlich davon bestehen die Inseln vor allem aus den Spitzen unterseeischer Vulkane, die auch Korallenriffe- und -atolle bilden, und klimatisch sehr unterschiedlich ausfallen, je nach ihrer Lage im Wind, der Regen bringt oder nicht. Westlich davon liegen als Reste teilweise nacheiszeitlich überfluteter Regionen aus pleistozänen Sedimenten und metamorphem, kieselsäurereichem Andesitgestein aufgebaute „kontinentale“ Inseln, die landschaftlich sehr vielfältig und unterschiedlich sind (so genannte „Hohe“ Vulkan-Inseln mit Bergen, Tälern mit Schwemmland etc.), und schon wegen der günstigen Lage nahe dem Äquator auch klimatisch beste Voraussetzungen für eine Besiedlung boten.
Die Inseln östlich der Linie sind hingegen aus kieselsäurearmen, basaltischen dünnflüssigen Laven aufgebaute, durch Hotspots (Hawaii) und ozeanische Querverwerfungen entstandene Schildvulkane und entsprechen in ihrer Struktur nicht der australischen Kontinentalplatte, sondern dem ozeanischen Grund. Sie besitzen wegen der weit ärmeren Böden viel weniger Ressourcen als die westlichen Bereiche, ragen dazu oft nur wenige Meter über den Meeresspiegel. Dazu fehlt häufig das Süßwasser, und Tier- und Pflanzenwelt sind relativ verarmt. Ein entscheidender Grund für die kulturelle Bevorzugung andesitreicher Gegenden ist, dass die Böden, die sich auf vulkanischem Ausgangsgestein entwickeln, wegen des Reichtums an verschiedenen löslichen Mineralien äußerst fruchtbar sind. Die Bedeutung dieser Fruchtbarkeit wird umso größer, da vor allem unter tropischen Klimabedingungen die Böden vielfach nährstoffarm sind oder sehr schnell ausgelaugt werden, falls nicht, wie im Regenwald, ein biologischer Nährstoffkreislauf zwischen Wachstum und Verrottung existiert.
Die gegen Osten immer schwieriger werdenden Bedingungen hinderten die während des Pleistozäns von Neuguinea kommenden Jäger und Sammler, die ab 1500 v. Chr. die Lapita-Kultur ausbildeten, zunächst daran, weiter nach Ozeanien vorzudringen, so dass diese Besiedelung erst sehr spät und nach der Zeitenwende etwa ab 300 n. Chr. durch Völker erfolgte, die über eine hochentwickelte Schifffahrtstechnik verfügten, welche ihnen erlaubte, ihre Nahrung zum größten Teil aus dem Meer zu beziehen. Diese Völker haben sowohl sprachliche wie phänotypische (Hautfarbe etc.) Gemeinsamkeiten.